# José Leonardo Nuila Leiva
José Leonardo Nuila Leiva (*San Pedro Sula, 1862 - † Trujillo, 11 de septiembre de 1892 fusilado). Militar hondureño con el rango de Teniente coronel. Inició estudios en la Facultad de Jurisprudencia en la Universidad Nacional, que no concluyó. Fue hijo del general Pablo Nuila y de Felipa Leiva, sobrino de Ponciano Leiva. De orientación neoliberal. 

## Ascenso
Siendo su padre el general Pablo Nuila un protegido del general Luis Bográn, Leonardo Nuila se ganó desde muy joven la gracia y fue elevado al rango de Teniente Coronel y nombrado Jefe Político y Militar de La Ceiba en el norte de Honduras, por ese tiempo, esa ciudad estaba siendo poblada por estadounidenses que llegaban con sus familias a trabajar en las recién instaladas empresas bananeras.

## Controversia enLa Ceiba
Siendo el Alcalde de La Ceiba, el señor Guadalupe Araque, sostuvo un desencuentro con el Comandante militar el Teniente coronel José Leonardo Nuila, quien le habría propuesto cambiar el nombre a la ciudad, de llamarse La Ceiba a San Luis, a lo que también el pueblo Ceibeño de opuso firmemente.

## Matrimonio
En 1891, José Leonardo Nuila Leiva contrajo matrimonio con la dama Mercedes Zelaya Valle, hija del prominente político y abogado José Jerónimo Zelaya Leiva y de la rica heredera originara de Choluteca Arcadia Valle Romero, de dicho matrimonio procrearon a: María de Jesús, Ángel Emilio Leonardo, Laura Sara, Adriana Josefa y Mercedes Gertrudis de apellidos Nuila Zelaya.

## Intento de derrocamiento al presidentePonciano Leiva
El 9 de abril de 1892, se rumoraba contra la administración presidencial de Ponciano Leiva Madrid -tío suyo-, sucede que Nuila era parte del descontento popular contra su tío, creía que la llegada de norteamericanos y que eran alrededor de 2000 estaban amparados por Ponciano Leiva para ser beneficiados en Honduras, Nuila era del parecer que esas consideraciones no beneficiaban al país y reclamaba que el verdadero líder era Policarpo Bonilla.
El 22 de junio de 1892, Nuila al enterarse de que había atracado en el Puerto de La Ceiba un barco y su cargamento era de armas Winchester pedidas por el gobierno hondureño, decidió quedárselas antes de ser desembaladas y transportadas a Trujillo en el buque "José Oteri" y armó un ejército leal para desalojar a Ponciano Leiva y colocar a Policarpo Bonilla como presidente. Por ese entonces, su padre el general Pablo Nuila, se encontraba como Comandante Militar de Olanchito, pero no apoyo y tampoco fue a enfrentarse a su hijo, desatendiendo las órdenes del Ministerio. Por su parte, Manuel Bonilla oficial de la república recibió órdenes de ir a enfrentarse con Nuila, este recibió informes de que Bonilla iba al mando de 400 soldados y que no llevaba órdenes de atacarle, si no, que para reforzar cuarteles en el norte de Honduras. Leonardo Nuila, decidió venir a enfrentarse a Bonilla y hubo una batalla en Olanchito, Nuila estaba reforzado con soldados su padre quedaban desertado y así derrotaron a Manuel Bonilla que salió con rumbo hacia el norte, para defender Trujillo, con apenas 100 hombres y algunos otros de refuerzo. Para ese entonces, Leonardo Nuila, contaba con un buen grueso del ejército leal, pero en vez de ir a la capital de Honduras, decidió quedarse con sus tropas en La Ceiba, Yoro, Olanchito e ir atacar al puerto de Trujillo. Una vez, el gobierno de Honduras se dio cuenta de las intenciones de Nuila Leiva, enviaron una tropa de 4,000 hombres y enviarlos en el mes de julio de 1892 y así eliminar la revolución de Nuila.
La tropa de las Fuerzas hondureñas avanzaron con todo lo que tenían y atacaron una sobre otra las posiciones del Teniente coronel Nuila Leiva, éste no pudo contener las envestidas gubernamentales, la batalla decisiva se realizó en Quiebra Botija, donde al fin y al cabo Nuila Leiva, fue derrotado por completo. seguidamente trasladado a recibir audiencia en un Tribunal Militar, donde en un juicio rápido fue sentenciado por Traición a la Patria y condenado a la pena de muerte. José Leonardo Nuila Leiva, fue ejecutado mediante fusilamiento en Trujillo, contaba con apenas 30 años de edad.